# Victon
VICTON (tiếng Hàn: 빅톤, viết tắt của VoICe TO New World) là nhóm nhạc nam Hàn Quốc được thành lập và quản lý bởi công ty IST Entertainment (trước đây là Plan A Entertainment và Play M Entertainment). Nhóm gồm 7 thành viên: Han Seung-woo, Kang Seung-sik, Heo Chan, Lim Se-jun, Do Han-se, Choi Byung-chan và Jung Su-bin. Nhóm chính thức ra mắt vào ngày 9 tháng 11 năm 2016 với mini-album đầu tay Voice to New World.

## Lịch sử

### Trước khi ra mắt: Plan A Boys,Me & 7 Men, #Begin Again
Vào ngày 17 tháng 8 năm 2016 trên trang mạng xã hội của Plan A Entertainment đăng một bản tin về nhóm nhạc nam mới của công ty. Lúc này, nhóm vẫn là thực tập sinh và mang tên gọi Plan A Boys.
Ngày 30 tháng 8 năm 2016, Mnet bắt đầu phát sóng tập đầu tiên của chương trình Me & 7 Men với sư góp mặt của tất cả thành viên VICTON. Chương trình phát sóng nhằm giới thiệu đến công chúng hình ảnh ban đầu của các thành viên cũng như phong cách của nhóm.
Ngày 31 tháng 8 năm 2016, Plan A Boys hợp tác với nghệ sĩ cùng công ty Huh Gak trong đĩa đơn #Begin Again.

### 2016: Ra mắt vớiVoice To New World
Vào ngày 1 tháng 9 năm 2016, Plan A Entertainment đăng tải một video với nội dung là logo của nhóm, tên các thành viên và ngày ra mắt trên kênh V Live của công ty và kênh Youtube của nhóm. Cùng ngày hôm đó, công ty cũng đăng tải teaser cho video âm nhạc "I'm Fine" từ album Voice to New World của nhóm với sự xuất hiện của Sejun và Byungchan. Ngày 2 tháng 11 năm 2016, Plan A tiếp tục đăng tải teaser với sự góp mặt của Subin và Hanse. Ngày 3 tháng 11 năm 2016, công ty tiếp tục đăng tải teaser cho Seungwoo, Chan, và Seungsik. Hai ngày sau khi đăng tải teaser cho thành viên cuối cùng, Plan A đã đăng tải trailer phiên bản trình diễn của bài hát "What time is it now?" từ EP đầu tiên của nhóm. Ngày 7 tháng 11 năm 2016, Plan A cho đăng tải teaser cho đĩa đơn "I'm Fine"; một ngày sau đó thì đăng tải teaser các bài hát của EP Voice to New World. Ngày 9 tháng 11 năm 2016 vào lúc 0h00 (KST), video âm nhạc của I'm Fine được đăng tải trên kênh Youtube và V Live của nhóm.

### 2017:Ready,Identity
Vào ngày 9 tháng 2 năm 2017, trong một thông cáo báo chí, công ty chủ quản đã cho biết nhóm sẽ trở lại sân khấu vào cuối tháng 2. Tới ngày 21 tháng 2, nhóm đã xác nhận chính thức việc trở lại sân khấu với EP thứ hai Ready.
Vào ngày 2 tháng 3 năm 2017, EP Ready đã được phát hành cùng với video âm nhạc cho bài hát chủ đề "Eyez Eyez". Nhóm cũng đã đánh dấu sự trở lại này thông qua việc trình diễn trên sân khấu Mnet M! Countdown vào cùng ngày.
Ngày 4 tháng 8 năm 2017, trong một thông cáo báo chí, Plan A Entertainment đã xác nhận rằng VICTON sẽ trở lại sân khấu âm nhạc Hàn Quốc vào tháng 8. Ngày 13 tháng 8, những hình ảnh đầu tiên của đợt trở lại này đã được công ty chủ quản đăng tải trên các trang mạng xã hội chính thức của nhóm.
Ngày 23 tháng 8 năm 2017, EP Indentity đã được phát hành với định dạng đĩa cứng cũng như nhạc số. Video âm nhạc của bài hát chủ đề cũng đã được đăng tải vào cùng ngày.
2018: Time Of Sorrow
Đầu tháng 5 năm 2018, PlanA Entertainment thông cáo báo chí VICTON sẽ trở lại với 1 single Album mang tên Time Of Sorrow, sau đó Photo teaser của các thành viên lần lượt được phát hành.
Ngày 21 tháng 5, năm 2018, phát hành Music Video Teaser của Time Of Sorrow.
Vào ngày 23 tháng 5 năm 2018, VICTON chính thức quay lại sàn đấu Kpop với MV Time Of Sorrow và nhận được nhiều phản hồi tích cực, đặc biệt nhóm được đề cử tranh #1 trên MCountdown và cuối cùng giành hạng 3.
Sau này, đến khi phát hành Album Nostalgia, thành viên Heo Chan đã chia sẻ Time Of Sorrow có thể là album cuối cùng của VICTON nếu không được nhiều người đón nhận.
2019: Nostalgia
Sau khi hai thành viên Han Seung-woo và Choi Byung-chan tham gia cuộc thi ProduceX101 do Mnet tổ chức. Han Seungwoo đứng vị trí thứ 3 chung cuộc và debut với nhóm nhạc tạo ra từ chương trình mang tên X1. Choi Byung Chan rời chương trình trước thềm chung kết do chân thương gân gót trầm trọng.
Tháng 10 năm 2019, PlayM Entertainment đưa ra thông cáo với báo chí, VICTON sẽ trở lại vào đầu tháng 11 với 1 mini album được chuẩn bị vô cùng kĩ càng với sự tham gia sản xuất của các thành viên VICTON trong cả mảng sản xuất, viết lời và dựng vũ đạo.
Cuối tháng 10, PlayM tung photo concept và photo teaser của cả nhóm và từng thành viên đếm ngược ngày comeback với album Nostalgia, đánh dấu cột mốc kết thúc 1 năm 6 tháng đóng băng hoạt động của VICTON.
Ngày 29 tháng 10 năm 2019, MV Teaser đầu tiên cho bài hát chủ đề Nostalgic Night được phát hành rộng rãi và được người hâm mộ kì vọng lớn.
Ngày 31 tháng 10 năm 2019, MV Teaser 2 được phát hành.
Ngày 4 tháng 11 năm 2019, Music Video của Bài hát chủ đề Nostalgic Night chính thức được phát hành.
Nostalgic Night nhận được phản hồi tốt và đứng thứ hạng cao nhất ở Melon là vị trí thứ 32, thứ 5 ở Naver và thứ hạng cao ở các bảng xếp hạng khác. Các thành viên đã khóc ngay trong Showcase comeback vì lần đầu VICTON lọt vào top100 Melon với thứ hạng thứ 58. Đồng thời, tất cả bài hát khác của album kể cả intro cũng lọt top 100 Melon. Đây là 1 sự hồi sinh kì diệu của VICTON.
Nostalgic Night cũng đã đem lại chiến thắng đầu tiên cho VICTON trên chương trình âm nhạc The Show vào ngày 12/11/2019, các thành viên đã khóc ngay trên sân khấu vì xúc động và hạnh phúc sau 3 năm debut. Đây cũng là sinh nhật Byung Chan, đây như một món quà quý giá dành cho Byung Chan
2020: X1 tan rã, Seungwoo trở về, Continuous, Mayday, Seungwoo ra mắt solo
Sau khi 2 thành viên Han Seung Woo và Choi Byung Chan trở về với VICTON sau sự cố gian lận kết quả của cuộc thi ProduceX101 do Mnet tổ chức.
Ngày 18 tháng 2 năm 2020, PlayM Entertainment thông báo việc VICTON sẽ quay trở lại với mini album mang tên Continuous. Đây là album tiếp theo có sự xuất hiện đầy đủ 7 thành viên.
Cuối tháng 2 và đầu tháng 3, PlayM Entertainment liên tiếp tung photo concept và photo teaser của từng thành viên và cả nhóm, đếm ngược từng ngày comeback.
Ngày 9 tháng 3 năm 2020, VICTON chính thức quay trở lại với Music Video mới mang tên "Howling"
Howling tiếp tục nhận được sự cảm kích từ người hâm mộ. Ca khúc Howling lập tức chiếm giữ hạng 1 trên top 100 của NaverTV vào lúc 6 giờ sáng (theo múi giờ Hàn Quốc), xếp hạng 62 trên top 100 của Melon, đồng thời cả năm bài hát Howling, All I Know, Nightmare, Petal và White Night đều được xuất hiện trong top 100 Melon vào lúc 1 giờ sáng (theo múi giờ Hàn Quốc),
Ngày 17 tháng 3 năm 2020, VICTON nhận được chiếc cúp tiếp theo với bài hát Howling trên chương trình âm nhạc The Show, chứng tỏ độ phủ sóng mạnh mẽ của nhóm.
Ngày 2 tháng 6 năm 2020, VICTON comeback "Mayday" với chiến thắng thứ 3 trên The Show.

## Thành viên
- Chú thích: In đậm là nhóm trưởng

| Nghệ danh | Nghệ danh | Tên khai sinh   | Tên khai sinh | Tên khai sinh | Tên khai sinh     | Ngày sinh         | Nơi sinh                              | Vị trí                                           |
| Latinh    | Hangul    | Latinh          | Hangul        | Hanja         | Hán Việt          | Ngày sinh         | Nơi sinh                              | Vị trí                                           |
| Seungwoo  | 승우      | Han Seung-woo   | 한승우        | 韓勝宇        | Hàn Thắng Vũ      | 24 tháng 12, 1994 | Hàn Quốc Busan, Hàn Quốc              | Lead Vocalist, Lead Rapper, Lead Dancer          |
| Seungsik  | 승식      | Kang Seung-sik  | 강승식        | 姜昇植        | Khương Thăng Thực | 16 tháng 4, 1995  | Hàn Quốc Yongin, Gyeonggi, Hàn Quốc   | Leader, Main Vocalist                            |
| Chan      | 찬        | Heo Chan        | 허찬          | 許燦          | Hứa Xán           | 14 tháng 12, 1995 | Hàn Quốc Seongnam, Gyeonggi, Hàn Quốc | Main Dancer, Vocalist                            |
| Sejun     | 세준      | Lim Se-jun      | 임세준        | 林勢俊        | Lâm Thế Tuấn      | 4 tháng 5, 1996   | Hàn Quốc Seoul, Hàn Quốc              | Center, Face of the group, Visual, Lead Vocalist |
| Hanse     | 한세      | Do Han-se       | 도한세        | 都韓勢        | Đô Hàn Thế        | 25 tháng 9, 1997  | Hàn Quốc Incheon, Hàn Quốc            | Main Rapper, Lead Dancer                         |
| Byungchan | 병찬      | Choi Byung-chan | 최병찬        | 崔秉燦        | Thôi Bỉnh Xán     | 12 tháng 11, 1997 | Hàn Quốc Jeonju, Jeolla Bắc, Hàn Quốc | Visual, Vocalist                                 |
| Subin     | 수빈      | Jung Su-bin     | 정수빈        | 鄭秀彬        | Trịnh Tú Bân      | 5 tháng 4, 1999   | Hàn Quốc Daejoon, Hàn Quốc            | Vocalist, Rapper, Maknae                         |

- Ghi chú:

Han Seungwoo là cựu nhóm trưởng

## Danh sách đĩa nhạc

### Mini-album
| Nhan đề                                                                        | Chi tiết | Vị trí cao nhất | Vị trí cao nhất | Doanh số                               |
| Nhan đề                                                                        | Chi tiết | Hàn Quốc        | Nhật Bản        | Doanh số                               |
| ------------------------------------------------------------------------------ | --- | --------------- | --------------- | -------------------------------------- |
| Voice to New World                                                             | - Phát hành: 9 tháng 11 năm 2016 - Nhãn đĩa: Plan A Entertainment, LOEN Entertainment - Định dạng: CD, tải nhạc số  | 11              | —               | - Hàn Quốc: 14.947+                    |
| Ready                                                                          | - Phát hành: 2 tháng 3 năm 2017 - Nhãn đĩa: Plan A Entertainment, LOEN Entertainment - Định dạng: CD, tải nhạc số   | 6               | —               | - Hàn Quốc: 27.395+                    |
| Identity                                                                       | - Phát hành: 23 tháng 8 năm 2017 - Nhãn đĩa: Plan A Entertainment, LOEN Entertainment - Định dạng: CD, tải nhạc số  | 6               | —               | - Hàn Quốc: 21.371+ - Nhật Bản: 1.096+ |
| From. VICTON                                                                   | - Phát hành: 9 tháng 11 năm 2017 - Nhãn đĩa: Plan A Entertainment, LOEN Entertainment - Định dạng: CD, tải nhạc số  | TBA             | TBA             | TBA                                    |
| Nostalgia                                                                      | - Phát hành: 4 tháng 11 năm 2019 - Nhãn đĩa: PlayM Entertainment, KaKaoM Entertainment - Định dạng: CD, tải nhạc số | 5               | --              | CD: 74.000+ Digital: 20.172+           |
| "—" nghĩa là không được xếp hạng hoặc không được phát hành ở vùng lãnh thổ đó. | |                 |                 |                                        |

### Single
| Năm                                                                            | Đĩa đơn                       | Vị trí cao nhất | Vị trí cao nhất | Doanh số (Nhạc số)  | Album                 |
| Năm                                                                            | Đĩa đơn                       | Gaon            | Billboard       | Doanh số (Nhạc số)  | Album                 |
| ------------------------------------------------------------------------------ | ----------------------------- | --------------- | --------------- | ------------------- | --------------------- |
| 2016                                                                           | "#Begin Again (#떨려)"        | —               | —               | - Hàn Quốc: 17.447+ | Plan A Second Episode |
| 2016                                                                           | "I'm Fine (아무렇지 않은 척)" | —               | —               | - Hàn Quốc: —       | Voice to New World    |
| 2017                                                                           | "Eyez Eyez"                   | —               | —               | - Hàn Quốc: —       | Ready                 |
| 2017                                                                           | "Oasis"                       | 100             | —               | - Hàn Quốc: 22.488+ | Plan A Third Episode  |
| 2017                                                                           | "Unbelievable" (말도 안돼)    | —               | —               | - Hàn Quốc: —       | Identity              |
| 2018                                                                           | Time Of Sorrow                | --              | --              | - Hàn Quốc: 25.511+ | Time Of Sorrow        |
| 2019                                                                           | Nostalgic Night               | 32              | 45              | - Hàn Quốc: 20.172+ | Nostalgia             |
| "—" nghĩa là không được xếp hạng hoặc không được phát hành ở vùng lãnh thổ đó. |                               |                 |                 |                     |                       |

## Buổi hòa nhạc/Lưu diễn

### Buổi hòa nhạc
- 15th Korea Times Music Festival (2017)[21]
- KCON 2017 Japan × M! Countdown (2017)

## Các hoạt động khác

### Chương trình thực tế
| Năm  | Kênh  | Chương trình                 | Thành viên                    |
| ---- | ----- | ---------------------------- | ----------------------------- |
| 2016 | Mnet  | Me & 7 Men                   | Tất cả                        |
| 2017 | 1theK | VICTON's Born Identity       | Tất cả                        |
| 2019 | Mnet  | Produce X 101                | Han Seungwoo & Choi Byungchan |
| 2019 | Dingo | VICTON x Dingo: Loyalty game | 6 thành viên (thiếu Seungwoo) |

### Phim truyền hình
| Năm  | Kênh | Tựa đề           | Thành viên     | Vai trò        |
| ---- | ---- | ---------------- | -------------- | -------------- |
| 2015 | KBS2 | Sassy, Go Go     | Choi Byungchan | Cameo          |
| 2019 | tvN  | Psychopath Diary | Jung Subin     | Yook Dong-chan |

### Chương trình truyền hình
| Năm  | Kênh        | Chương trình                           | Thành viên               | Ghi chú                              |
| ---- | ----------- | -------------------------------------- | ------------------------ | ------------------------------------ |
| 2016 | Arirang TV  | After School Club                      | Tất cả                   | Tập 243                              |
| 2016 | MTV         | 我愛偶像 Idols of Asia                 | Tất cả                   | Tập ngày 14 tháng 12                 |
| 2016 | KBS2        | Hello Counselor                        | Choi Byungchan           | Tập 305                              |
| 2017 | MBC Every 1 | Weekly Idol                            | Tất cả                   | Tập 288                              |
| 2017 | MBC Every 1 | Weekly Idol                            | Han Seungwoo             | Thần tượng mặt nạ. Tập 292, 297, 298 |
| 2017 | MBC Every 1 | Video Star                             | Choi Byungchan           | Tập 32                               |
| 2017 | MBC         | Idol Star Athletics Championships      | Tất cả                   | Tập mừng tết Nguyên đán              |
| 2017 | MBC         | King of Mask Singer                    | Choi Byungchan           | Khách mời                            |
| 2017 | MBC         | Duet Song Festival                     | Heo Chan, Choi Byungchan | Khách mời                            |
| 2017 | K Star      | Idol Acting Competition – I’m an Actor | Jung Subin               | Thành viên chính thức                |
| 2017 | Arirang TV  | After School Club                      | Tất cả                   | Tập 256                              |
|      | SBS MTV     | The Show                               | Choi Byungchan           | MC đặc biệt (20/08)                  |
| 2020 | MBC         | Show! Music Core                       | Do Hanse                 | MC đặc biệt (22/08)                  |
| 2020 | MBC         | Show! Music Core                       | Jung Subin               | MC đặc biệt (29/08, 10/10)           |
| 2020 | MBC         | Show! Music Core                       | Han Seungwoo             | MC đặc biệt (05/09)                  |
| 2020 | SBS         | Inkigayo                               | Jung Subin               | MC đặc biệt (11/10)                  |
| 2020 | MBC         | Show! Music Core                       | Choi Byungchan           | MC đặc biệt tập 700 (07/11)          |

## Giải thưởng và đề cử

### MAXIM K-Model Awards
| Năm  | Hạng mục            | Đề cử cho | Kết quả   |
| ---- | ------------------- | --------- | --------- |
| 2017 | Model-tainer Awards | VICTON    | Đoạt giải |

### Chương trình âm nhạc

#### The Show
| Năm  | Ngày        | Bài hát           | Điểm |
| ---- | ----------- | ----------------- | ---- |
| 2019 | 12 tháng 11 | "nostalgic night" | 8160 |
| 2020 | 17 tháng 3  | "Howling"         | 6870 |
| 2020 | 9 tháng 6   | "Mayday"          | 8120 |